# Романишин Олег Михайлович
Олег Михайлович Романишин (нар. 10 січня 1952, Львів) — український, раніше радянський, шахіст, гросмейстер (1976). Переможець командного чемпіонату світу 2001 року (у складі збірної України). Філолог, закінчив Львівський державний університет.
Його рейтинг станом на січень 2016 року — 2460 (1160-е місце у світі, 69-е в Україні).
У 1978 році з рейтингом 2610 очок посідав 11 місце серед найкращих шахістів світу. Протягом 1976—1978 років мав найвищий рейтинг серед шахістів України.

## Кар'єра
Грати в шахи Олега навчив батько (у віці 5 років), який сам був чемпіоном Львова. У 14 років Олег став кандидатом у майстри. У молодому віці здобував численні нагороди. Після перемоги на Чемпіонаті Європи серед юніорів 1973 року, здобув звання Міжнародного майстра. 1974 року входив до складу радянської команди, що перемогла на Всесвітньому студентському командному чемпіонаті в Тіссайді, Англія, де показав найкращий результат на четвертій шахівниці — (8/9).
Його найвищим результатом на чемпіонатах СРСР було 2-е місце 1975 року, яке він розділив з Борисом Гулько, Михайлом Талем та Рафаелем Ваганяном (переможцем був Тигран Петросян, в якого Романишин виграв особисту зустріч). 1976 року виконав гросмейстерську норму. Сам шахіст також відзначає 2-е місце на дуже сильному турнірі в Тілбурзі (1979) (позаду Карпова), яке він цінує більше від багатьох своїх перемог.
Чемпіон Європи серед юнаків (1972/1973). Учасник чемпіонатів СРСР, найкращі результати: 1974 — 5-7-е, 1975 — 2-5-е, 1978 — 5-8-е, 1980 — 3-5-е, 1981 — 3-е, 1983 — 6-9-е місця. Переможець Кубка СРСР (1973), Спартакіади народів СРСР (1979; у складі команди УРСР), командних чемпіонатів світу серед молоді (1974 — 1977) та чемпіонатів Європи (1977—1983) у складах збірних команд СРСР. Учасник низки змагань на першість світу, в тому числі зональних турнірів ФІДЕ: 1975 — 15-е, 1978 — 3-5-е, 1982 — 5-6-е; міжзональний турнір (Рига, 1979) — 5-6-е місця. У складі збірної команди СРСР учасник матчу проти команди обраних шахістів світу (1984; 1 очко з 3). У кваліфікаційному турнірі ПША (Гронінген,1993) — 3-7-е місце, у матчах претендентів 1994 року поступився в чвертьфіналі Ананду 2:5 (+0-3=4, Нью-Йорк).

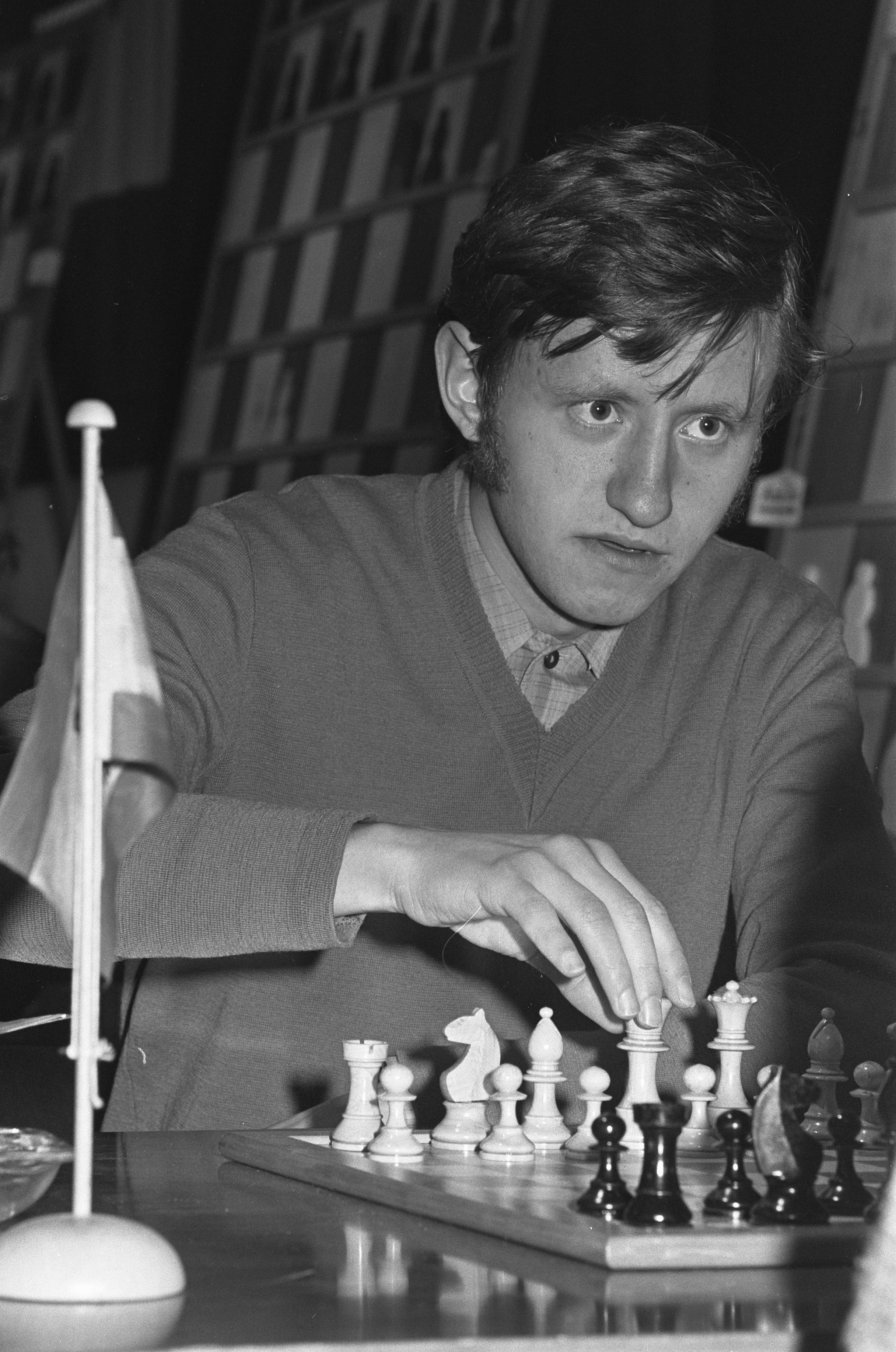
Під час переможного чемпіонату Європи серед юнаків 1972/73 у Ґронінґені

Найкращі результати в інших міжнародних змаганнях: Сухумі (1970; юнацький турнір) — 4-5-е; Гетеборг (1971) — 5-е; Нові-Сад (1975) — 1-е; Улот (1975) — 3-4-е; Єреван (1976, 1980 і 1986) — 1-е, 3-є і 1-2-е відповідно; Дортмунд (1976 і 1982) — 1-е і 2-е; Гастінгс (1976/77) — 1-е; Таллінн та Сьєнфуегос (1977) — 1-2-е; Ленінград (1977) — 1-2-е; Коста-Брава (1977) і Геусдал (1979) — 1-е; Тілбург (1979) — 2-е; Мехіко (1980) — 3-4-е; Поляниця-Здруй (1980) — 1-е; Львів (1981) — 1-2-е; Рига (1981) — 3-є; Сочі (1982 і 1984) — 3-5-е і 2-е; Юрмала (1983) і Москва (1985) — 1-е; Фрунзе (1985) — 3-4-е; Реджо-Емілія (1985/86) — 1-3-є; Сирак (1986) — 5-6-е; Тбілісі (1986) — 3-4-е; Москва та Біль (1987) — 2-е місця.
Нині менш активний як турнірний гравець, але, тим не менш, зберігає досить високий рейтинг ЕЛО й здатен виграти турніри нижчого рангу серед гросмейстерів, як наприклад Солін-Спліт 2004 і Готель Петра (Рим) 2005.
На шахових олімпіадах він представляв Радянський Союз в 1978, а потім грав за Україну впродовж 1990-х, вигравши загалом 2 срібні й 2 бронзові медалі. На командних чемпіонатах Європи його медальна колекція складає 6 золотих і 1 срібну[джерело?].
Спеціалісти характеризують його шаховий стиль як агресивний, що можна пояснити тренуваннями у юнацтві. Спочатку він займався у групі з іншими майстрами (серед яких були Олександр Бєлявський та Адріян Михальчишин) під керівництвом Віктора Карта (інструктор Львівської спортивної академії). Потім його наставником став екс-чемпіон світу Михайло Таль, який якраз мав репутацію гостроатакувального гравця. Спочатку його направили, щоб грати з Талем матч. Потім вони знову грали 1975 року і стали хорошими друзями.
Часто використовує рідкісні, оригінальні й давно відкинуті дебютні системи. Тільки за допомогою глибокого дослідження й ретельної підготовки він був у змозі їх використати, щоб обійти відому теорію й боротися за перемогу. Один із прикладів — 4.g3 в захисті Німцовича. Цей дебют використовували в 1930-х, а Романишин його відродив у 1970-х. Тепер він носить його ім'я у дебютних керівництвах. Останнім часом набули популярності варіанти з раннім ходом Ве7 у французькому захисті, які він (і австралійський гравець за листуванням ММ Джон Кельнер) започаткував у 70-х. Пізніше їх відшліфовували Морозевич і Шорт.
«Шахіст, який прагне до нешаблонних, оригінальних рішень» (Юрій Авербах).

## Турнірні результати

### Результати виступів у чемпіонатах України
Олег Романишин зіграв у восьми фінальних турнірах чемпіонатів України, набравши загалом 49 очок із 84 можливих (+32-18=34).
| Рік  | Місто           | Турнір                 | + | − | = | Результат | Місце   |
| ---- | --------------- | ---------------------- | - | - | - | --------- | ------- |
| 1967 | Київ            | 36-й чемпіонат України | 5 | 5 | 3 | 6½ з 13   | 24 — 37 |
| 1972 | Одеса           | 41-й чемпіонат України | 7 | 5 | 5 | 9½ з 17   | 7       |
| 1973 | Дніпропетровськ | 42-й чемпіонат України | 7 | 1 | 5 | 9½ з 13   | Bronze  |
| 1989 | Херсон          | 58-й чемпіонат України | 7 | 3 | 5 | 9½ з 15   | 5       |
| 2001 | Покров          | 70-й чемпіонат України | 2 | 1 | 6 | 5 з 9     | 9 — 13  |
| 2004 | Харків          | 73-й чемпіонат України | 1 | 0 | 5 | 3½ з 6    | 1/4     |
| 2005 | Рівне           | 74-й чемпіонат України | 1 | 1 | 0 | 1 з 2     | 1/16    |
| 2007 | Харків          | 76-й чемпіонат України | 2 | 2 | 5 | 4½ з 9    | 14      |